# 天主教万县教区
天主教万县教区（拉丁語：Dioecesis Uanscienensis）成立于1930年，是天主教在中国西南地区的一个重要教区。

## 轄區範圍
萬縣教區管轄重慶市北部的萬州區、梁平區、開州區、城口縣、巫溪縣、巫山縣、奉節縣、雲陽縣、忠縣九地的教會，總計約20,000平方公里。萬縣教區西接順慶教區，東臨湖北省的施南教區，北連陝西省的興安府宗座監牧區，南部與西南部同重慶總教區接壤。

## 历史
1930年，教廷从重庆教区分出万县教区，由国籍教区神父负责，是四川八大教区之一。在重庆市直辖以前，四川省达州、巴中2市近十个县的教务也属于万县教区，现在已划归南充教区。
附属事业：李渡坝鸣远中学、世光医院、两所慈幼院。

## 现状
重庆直辖以前，万县教区的教友人数有10万人；重庆直辖以后，范围只剩下三区八县，教友人数还剩下五、六万。现有两位主教、十一位神父和十五位修女。

## 历任教长

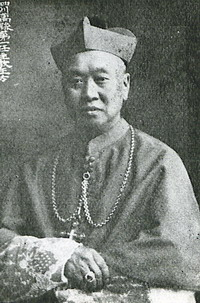
王澤浦，首任萬縣宗座代牧

万县代牧区宗座代牧
- 王泽浦（Francis Xavier Wang Tse-pu / Wang Ze-pu），1929年12月16日-1946年4月11日

万县教区主教
- 王泽浦（Francis Xavier Wang Tse-pu），1946年4月11日-1947年7月3日
- 段荫明（Matthias Tuan In-min / Duan Yin-ming），1949年6月9日－2001年1月10日（万县教区更名为万州教区）[2]

万州教区主教
- 段荫明（Matthias Tuan In-min / Duan Yin-ming），1949年6月9日－2001年1月10日（万县教区更名为万州教区）
- 徐之玄（Joseph Xu Zhi-xuan），2001年1月16日-2008年12月8日
- 何澤清（Paul He Ze-qing），2008年12月8日-经宗座任命，2005年10月18日“自选自圣”辅理主教；2008年12月8日继任正权主教

## 教堂
万县教区共有13座教堂，6个活动点。但因三峡工程，有7座教堂被迫搬迁。（奉節、 巫山）
主教座堂真原堂（圣母无玷始胎主教座堂）原位于离江岸不远的小巷里（鞍子坝2号）。文革爆发后，真原堂曾是造反派“主力军”的总部所在地。1967年2月22日凌晨，教堂被军队占领，拥挤中有人被开枪打死，造反派曾举行抬尸大游行。原真原堂已被拆除，向上搬迁到2公里外的新址，处于新市区的中心位置。
郊区龙宝镇圣心堂，目前西南最大的天主教堂，可容纳3000人。